# Débit (bois)
Pour les articles homonymes, voir débit.

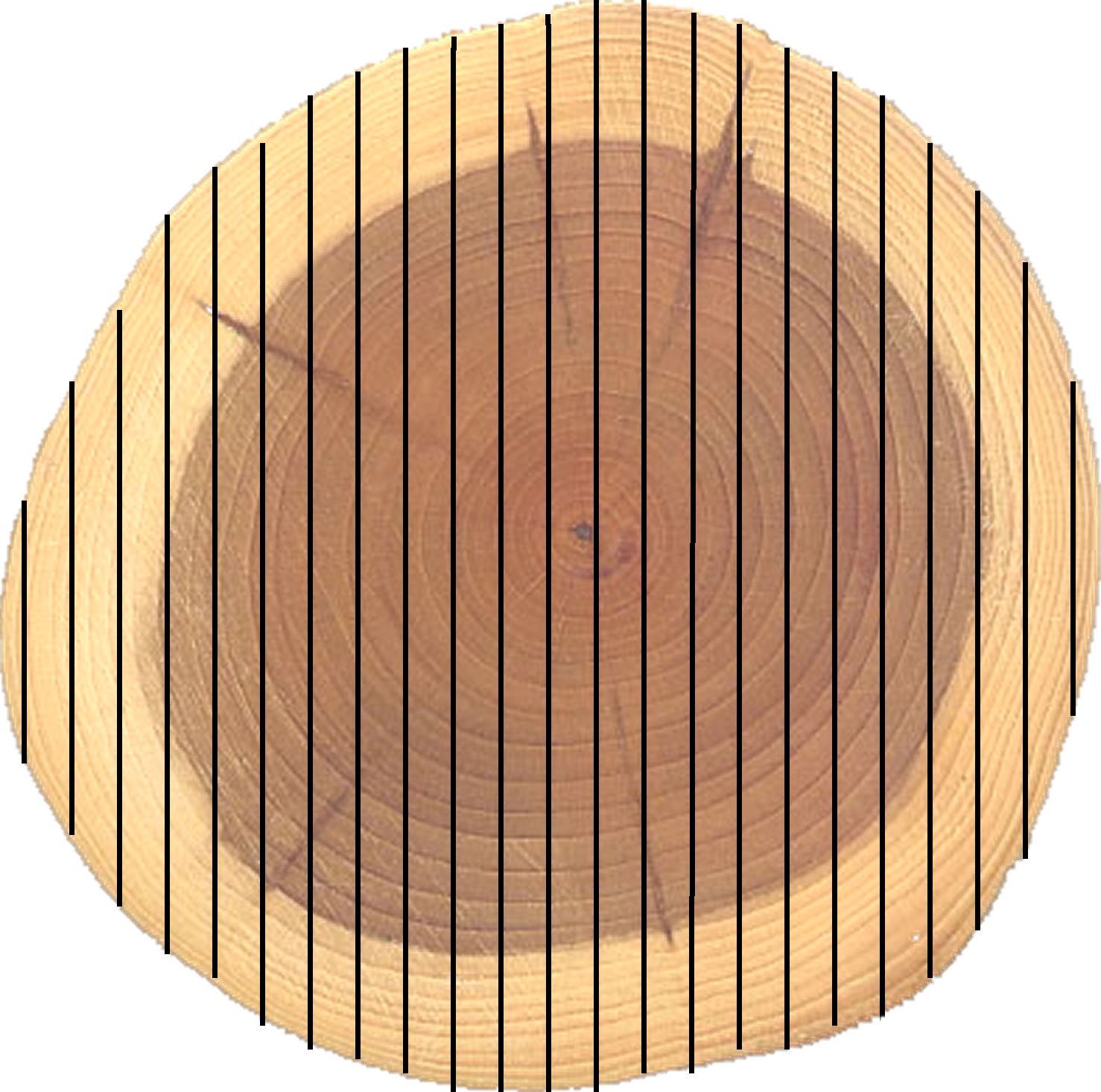
Débit en plot ou débit à traits parallèles

Le débit est une façon d'orienter la pièce de bois avant de la découper pour obtenir un aspect ou une caractéristique particulière.

## Différents débits
Le débit en plot

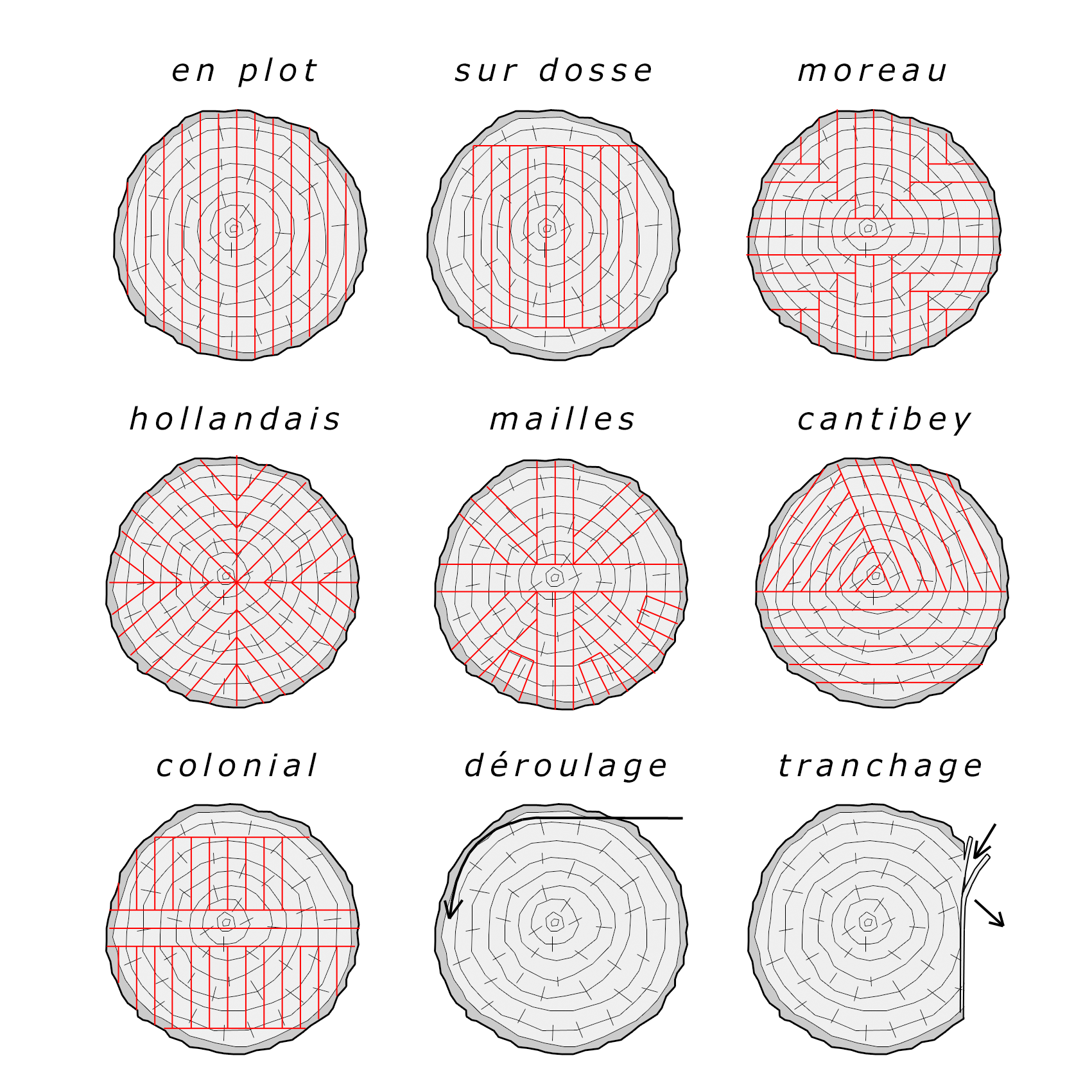
Débit du bois

Débit le plus courant, le débit en plot est une technique simple et rapide. Toutes les planches sont sciées selon le même plan longitudinal. On obtient alors des planches de différents types. 
- Lorsque le trait de scie, parallèle à l'axe du tronc, est tangent à celui-ci, on parle de « débit sur dosse ». On parle alors d'une planche à l'aspect flammé.
- Lorsque le trait de scie est médian au tronc, on parle de « débit sur quartier ». On parle alors d'une planche à l'aspect maillé.
- Entre ces deux types on retrouve les fausses dosses et faux quartiers[1].

Le débit sur dosse
Le débit sur dosse est aussi beaucoup utilisé. On retrouve particulièrement ce type de sciage pour le résineux et bois à fort taux d'aubier. Les planches sont alors débarrassées de leur rive. On parle alors de planches avivées. 
Le débit Moreau
Ce débit est beaucoup moins courant car il nécessite une manutention importante. Une série de sciages perpendiculaires permet l'obtention d'une part importante de bois de quartier. 
Le débit sur quartier dit « hollandais »
Celui-ci est rarement utilisé car très onéreux. Les planches obtenues sont composées pour la plupart de bois de quartier très solides et quelques planches en faux quartiers. 
Le débit sur mailles
Ce débit permet d'obtenir un bois de qualité maillée. Cependant les pertes de matières sont nombreuses.
Le débit Cantibey
Le débit de type Cantibey permet d'obtenir des planches flammées.
Le débit colonial
Rarement utilisé aujourd'hui, le débit colonial est principalement pratiqué sur des troncs de bois exotiques de gros diamètre.  
Le déroulage et le tranchage
Ces deux méthodes sont utilisées pour obtenir de fines tranches de bois.

## Vocabulaire
- Couper à bois debout – couper perpendiculairement au fil, à la fibre du bois. « Bois de bout » désigne aussi la face libérée par cette découpe montrant les cernes ou anneaux de croissance.